# Chironomus corniger
Chironomus corniger är en tvåvingeart som beskrevs av Goethebuer 1921. Chironomus corniger ingår i släktet Chironomus och familjen fjädermyggor.
Artens utbredningsområde är Belgien. Inga underarter finns listade i Catalogue of Life.